# Podocinum
Podocinum es un género de ácaros perteneciente a la familia Podocinidae.

## Especies
- Podocinum Berlese, 1882

- Podocinum changchunense Liang, 1993
- Podocinum hainanense Liang, 1993
- Podocinum jianfenlingense Liang, 1993
- Podocinum monolicum Halliday, 1990
- Podocinum pacificum Berlese, 1895
- Podocinum protonotum Ishikawa & Saichuae, 1997
- Podocinum sagax (Berlese, 1882)
- Podocinum sibiricum Volonikhina, 1999
- Podocinum stellatum Ma-Liming & Wang-Shenron, 1998
- Podocinum taylori Halliday, 1990
- Podocinum tianmuense Liang, 1993